# Leon Badowski

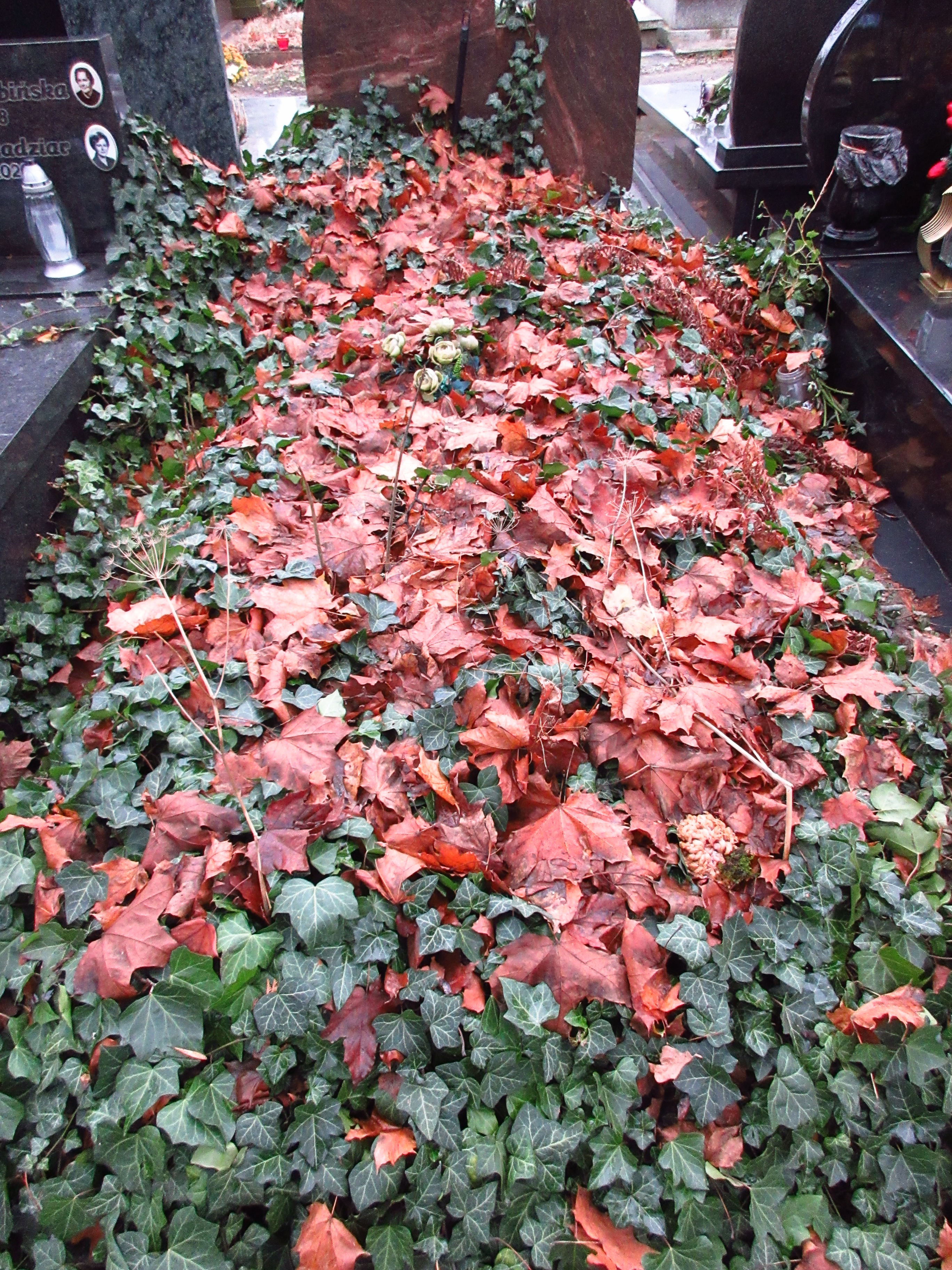
Grób Leona Badowskiego na Cmentarzu Bródnowskim.

Leon Badowski (ur. 1880, zm. 1960 w Warszawie) – polski śpiewak operowy.
Był członkiem chóru Opery Warszawskiej w Teatrze Wielkim, ponadto występował w kabaretach, oraz śpiewał w chórach kościelnych. Poza pracą śpiewaka specjalizował się w angażowaniu młodych artystów do chórów oraz innych zespołów, m.in. do kabaretu Qui Pro Quo. W 1928 był inicjatorem powstania Chóru Dana, do którego zwerbował Mieczysława Fogga. Pochowany na cmentarzu Bródnowskim (kwatera 17F-2-13).